# Kings of Rhythm
Kings of Rhythm est un groupe américain de rhythm and blues des années 1950 et 1960 mené par Ike Turner. Cecil Moore, Jackie Brenston et Tina Turner en ont fait partie.
Certains considèrent leur morceau Rocket 88, sorti en 1951, comme la première chanson de rock 'n' roll.